# Vanessa Lengies
Vanessa Lynne-Marie Lengies (Montréal, 21 luglio 1985) è un'attrice canadese.

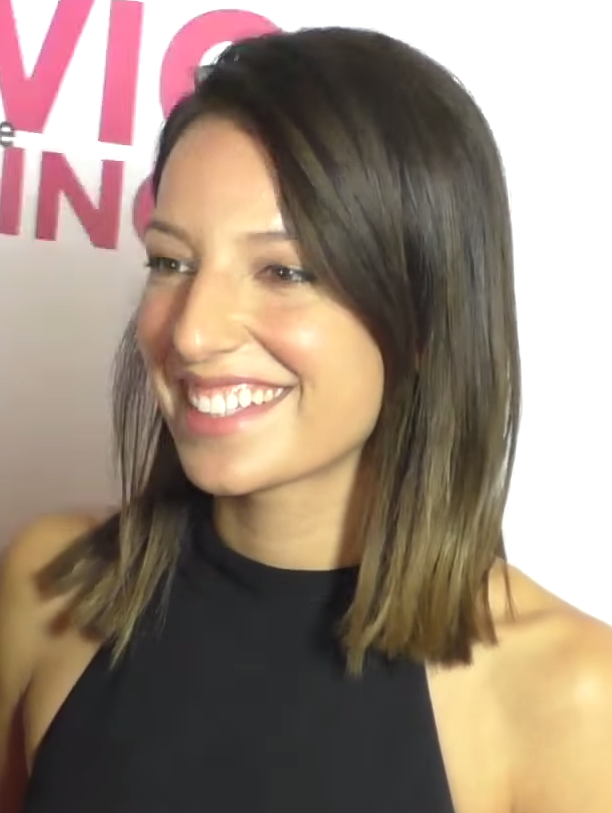
Vanessa Lengies (2016)

È conosciuta per aver interpretato Roxanne Bojarski nel telefilm American Dreams.

## Carriera
La giovane Vanessa Lengies ha iniziato la sua carriera nella televisione canadese in programmi come Sponk!, Hai paura del buio?, Radio Active e Popular Mechanics for Kids. Nell'agosto del 2005, è stata coprotagonista con Hilary Duff e Heather Locklear nella commedia The Perfect Man. Sempre nel 2005 è stata una comparsa come Natasha nel film americano Waiting..., mentre nel 2006 ha interpretato una ginnasta nel film Stick It - Sfida e conquista.
Per The Grudge 2, il ruolo di Vanessa era inizialmente scritto per lei, che alla fine scelse di partecipare al film My Suicide; la parte porta ancora il suo nome. È anche apparsa alla CBS nello spettacolo Ghost Whisperer nell'episodio intitolato The Vanishing. È comparsa anche in un episodio di Moonlight.
Vanessa ha interpretato Sophia nella serie televisiva Monarch Cove. È stata coprotagonista in ABC nella commedia Squeegees. 
Nel 2010 prende parte ad un episodio della nona stagione di CSI: Miami, chiamato Reality col morto. Nel 2011 interpreta il personaggio di Sugar Motta nella serie televisiva Glee.

## Filmografia

### Cinema
- The Perfect Man, regia di Mark Rosman (2005)
- Waiting..., regia di Rob McKittrick (2005)
- Stick It - Sfida e conquista (Stick It), regia di Jessica Bendinger (2006)
- My Suicide (Archie's Final Project), regia di David Lee Miller (2009)
- We Are Your Friends, regia di Max Joseph (2015)

### Televisione
- Radio Active – serie TV (1998–2001)
- Caillou – serie TV, episodi 2x03–2x36–2x39 (1998–2000) – voce
- Hai paura del buio? (Are You Afraid of the Dark?) – serie TV, 26 episodi (1999–2000)
- American Dreams – serie TV, 56 episodi (2002–2005)
- 8 semplici regole (8 Simple Rules) – serie TV, episodio 3x21 (2005)
- Ghost Whisperer - Presenze (Ghost Whisperer) – serie TV, episodio 1x20 (2006)
- Monarch Cove – serie TV, 14 episodi (2006)
- Moonlight – serie TV, episodio 1x04 (2007)
- The Cleaner – serie TV, episodio 1x02 (2008)
- Hawthorne - Angeli in corsia (Hawthorne) – serie TV, 29 episodi (2009–2011)
- Le regole dell'amore (Rules of Engagement) – serie TV, episodio 5x11 (2010)
- Incinta per caso (Accidentally on Purpose) – serie TV, episodio 1x15 (2010)
- CSI: Miami – serie TV, episodio 9x06 (2010)
- Castle – serie TV, episodio 3x12 (2011)
- Glee – serie TV, 26 episodi (2011–2015)
- Mixology – serie TV, 13 episodi (2014)
- The Detour – serie TV, episodio 1x08 (2016)
- Second Chance – serie TV, 11 episodi (2016)
- LEGO Star Wars: The Freemaker Adventures – serie animata, 31 episodi (2016–2017) – voce
- Turner e il casinaro - La serie (Turner & Hooch) – serie TV, 12 episodi (2021)
- Il Negozio del Natale (Christmas in Toyland) – film TV, regia di Bill Corcoran (2022)
- True Lies – serie TV, 6 episodi (2023)
- A Natale cambio vita (Take Me Back for Christmas) - film TV, regia di Corey Sevier (2023)

## Doppiatrici italiane
Nelle versioni in italiano delle opere in cui ha recitato, Vanessa Lengies è stata doppiata da:
- Letizia Scifoni in Stick It - Sfida e conquista, My suicide, Castle, Glee, Turner e il casinaro - La serie, True Lies
- Valentina Mari in CSI: Miami, Second Chance
- Domitilla D'Amico in American Dreams
- Federica De Bortoli in The Perfect Man
- Alessia Amendola in Ghost Whisperer
- Emanuela Pacotto in Monarch Cove
- Ilaria Stagni in Hawthorne - Angeli in corsia
- Roisin Nicosia in LEGO Star Wars: The Freemaker Adventures
- Perla Liberatori in A Natale cambio vita